# مانويل غونزاليس فلوريس
مانويل غونزاليس فلوريس (بالإسبانية: José Manuel del Refugio González Flores) (و. 1833 – 1893 م) هو سياسي، وعسكري محترف من المكسيك ولد في ولاية تاماوليباس.